# 金松月
金 松月（きん しょうげつ、1983年6月10日）は、株式会社A. GLOBAL代表取締役（旧社名 株式会社ARTISTIC&CO. GLOBAL）。中国吉林省和竜市出身。
10万円以上の家庭用高級美顔器を製造・販売する日本国内のメーカー9社において、2位の企業に9万台以上の差をつけ高級美顔器販売台数2年連続1位を獲得。

## 経歴
中国吉林省和竜市出身。寒暖差が激しく冬はマイナス30度近くまで気温が下る貧しい農村地区で、自身も農家の娘として生まれた。 
幼少期から負けず嫌いで何でも一番にならないと気が済まない性格であり、勉強も良く出来たため５才で入学テストに合格し、飛び級で小学校に入学した。  
小学校時代は2学年上の同級生に対しても1番を取ることが常だったものの、家庭の経済状況から教科書が買えず中学への進学を一度は断念する。 しかし当時の担任の教師が「こんなに優秀なのにもったいない」と両親を説得し援助をしてくれた事で中学進学が実現した。  
高校卒業後の2001年18歳で留学のため初来日。奈良県にある白鳳女子短期大学へ入学。学費と留学の借金返済のためにアルバイトをしながら勉学に励んだ。
2007年再来日し通訳や経理・営業事務に従事。2015年エステサロン向けの業務用美容機器製造・販売メーカーの株式会社ARTISTIC&CO.入社。通訳として入社する予定が、数字が得意だったために経理事務に従事。経理兼通訳業務の傍ら、入社半年足らずで初めて通訳として参加した展示会において、小間ブースを任される。営業経験は無かったが、負けず嫌いの精神を発揮し中国の企業から大口の契約を獲得。これをきっかけに中国向け輸出事業に従事。
2017年海外向け事業会社「株式会社 ARTISTIC&CO. GLOBAL」設立、取締役就任。  資本金300万円、社員数３名で事業を開始し、  家庭用美顔器の製造と、国内外向け販売を主力事業として、初年度の売上予算5億円に対して24億円の売上を達成。
2019年2月、日本国内初の直営店舗として東京のホテルニューオータニに直営販売店オープン。  
2019年8月、台湾で絶大な人気を誇るリン・チーリン氏をアジアパシフィックアンバサダーとして起用。日本でもメディア露出に成功。  中国でもメイドインジャパンの高品質な美顔器が女性のニーズを掴み、中国市場を席捲。2期目で156億円を売り上げる。  2020年2月　WEIBO Account Festival in Tokyo 2020にて、年間30億円もの美顔器を売り上げたとして『最高峰美顔器ブランド賞』を受賞。
2021年 「株式会社 ARTISTIC&CO. GLOBAL」代表取締役就任。
2021年 「中国独身の日」の売上高50億円を記録。
2022年 「中国独身の日」の売上高62億円を記録。
2022年12月 日経SDGsフォーラム 「ジェンダーギャップ会議」登壇。 
2023年9月 代表を務める「株式会社ARTISTIC&CO. GLOBAL」を新社名「株式会社A.GLOBAL」へと変更。 
2023年11月 多くの女性にとって憧れの存在である、モデル滝沢眞規子氏をブランドの新アンバサダーとして起用。
2023年11月 「日仏ビジネスサミット 2023」ゲストスピーカーとして登壇。
2023年12月 日経SDGsフォーラム「ジェンダーギャップ会議」に登壇

## 出演した番組
- 岐阜放送「マイグラフ」2021年12月15日放送回
- TOKYO MX「リーダースタイル ～密着！世界と戦う社長たち～」2023年4月29日放送回で密着取材を受ける。  東京MXやCBC（中部日本放送）など合計21局で放送。
- フジテレビ「FNN Live News α 」2023年5月13日放送回
- 岐阜放送「Golden Talk」レギュラー放送中

## 著書
- 経営を成功させる”運”の磨き方（クロスメディア・パブリッシング、2022年）ISBN 4295407593